# Alur Bujok
Alur Bujok is een bestuurslaag in het regentschap Aceh Selatan van de provincie Atjeh, Indonesië. Alur Bujok telt 133 inwoners (volkstelling 2010).